# Cheilanthes nudiuscula
Cheilanthes nudiuscula là một loài thực vật có mạch trong họ Adiantaceae. Loài này được (R. Br.) T. Moore miêu tả khoa học đầu tiên năm 1861.